# مآذن دمشق
مآذن دمشق المئذنة هي برج طويل يكون ملحقا بالمساجد وغرضه إيصال صوت الآذان للناس ودعوتهم للصلاة.

## مساجد دمشق
يوجد في مدينة دمشق حوالي 514 جامعا ومسجدا تنتشر في حاراتها وأحيائها وأسواقها، القديمة منها والحديثة، ويعود تاريخ بناء هذه الجوامع إلي عصور مختلفة، من العصر الأموي حتى الأيوبي والمملوكي والعثماني إلى العصر الحديث. وتتميز هذه الجوامع بمآذن ذات تنوع معماري جميل تعود في هندستها إلي النمط الإسلامي بمختلف فنونه المعمارية وطرزه الشهيرة وأشكاله التراثية الجميلة، بحيث تبدو هذه المآذن وهي شامخة في السماء كأنها منارات مضيئة تدعو الناس لعبادة الله عز وجل.

## طرازات المآذن
هنالك 19 طرازاً معمارياً للمآذن الدمشقية ومن أجمل المآذن الدمشقية تلك التي يزيد عمرها على مئات السنين وما زالت محافظة على شكلها الخارجي وهندستها المعمارية، وقد جرى ترميمها في أوقات مختلفة لتبقى مكتملة. وقد قسم الباحث الدكتور قتيبة الشهابي المآذن الدمشقية إلى 19 طرازاً وذلك وفق العصور المختلفة التي تعود إليها والطرز والاشتقاقات وهي:
مآذن العهد الأموي، النوري، الأيوبي، المملوكي، الشامي المملوكي والمعاصر بطراز مملوكي، العثماني، الشامي العثماني، الطراز الشامي كثير الأضلاع، الطراز الشامي المختلط، الطراز الرمزي، الطراز الهجين، الطراز الحديث.

### مآذن العهد الأموي
من أشهر مآذن العهد الأموي مآذن جامع دمشق الأموي الثلاث وأهمها:

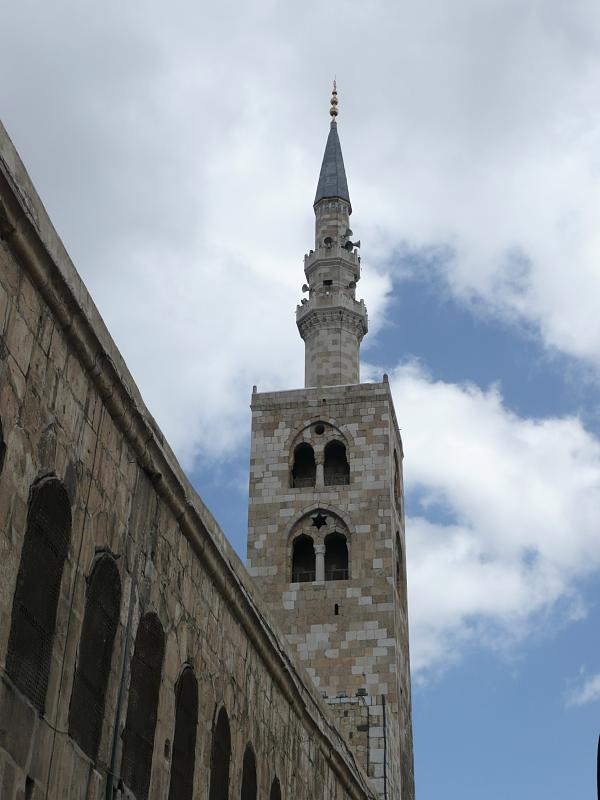
مئذنة عيسى

1. مئذنة عيسى وهي من المآذن الفريدة في أسلوبها المعماري فجذعها مقسوم إلى كتلتين لا رابط بينهما من الواجهة الفنية، الكتلة السفلية مربعة الأضلاع، وقد شيدت فوق برج المعبد الروماني القديم أيام الخليفة الأموي الوليد بن عبد الملك عام 96هـ (715م).[3]
2. مئذنة العروس وهي واحدة من المآذن المميزة بتكويناتها المعمارية. ويذكر الباحث الدكتور عبد القادر ريحاوي أن مآذن العالم الإسلامي كلها شيدت على نسق مئذنة العروس، (أبراجا مربعة) طوال قرون عديدة. ولم يتغير شكل المآذن إلا بعد القرن الثاني عشر الميلادي حيث أخذت تظهر مآذن مضلعة وأخرى مستديرة، وقد سميت نسبة إلى مظهرها عندما كانت تتلألأ بأنوار الفوانيس في المناسبات مما يجعلها تشبه العروس ليلة زفافها.
3. مئذنة قايتباي وهي من مآذن الجامع الأموي الثلاث، شيدها الوليد بن عبد الملك عام 96هـ وجددت في العهد الأيوبي، وتعرضت بعد ذلك لكوارث، فقام بتجديدها السلطان المملوكي الأشرف قايتباي المحمودي عام 893هـ.

### مآذن العهد النوري

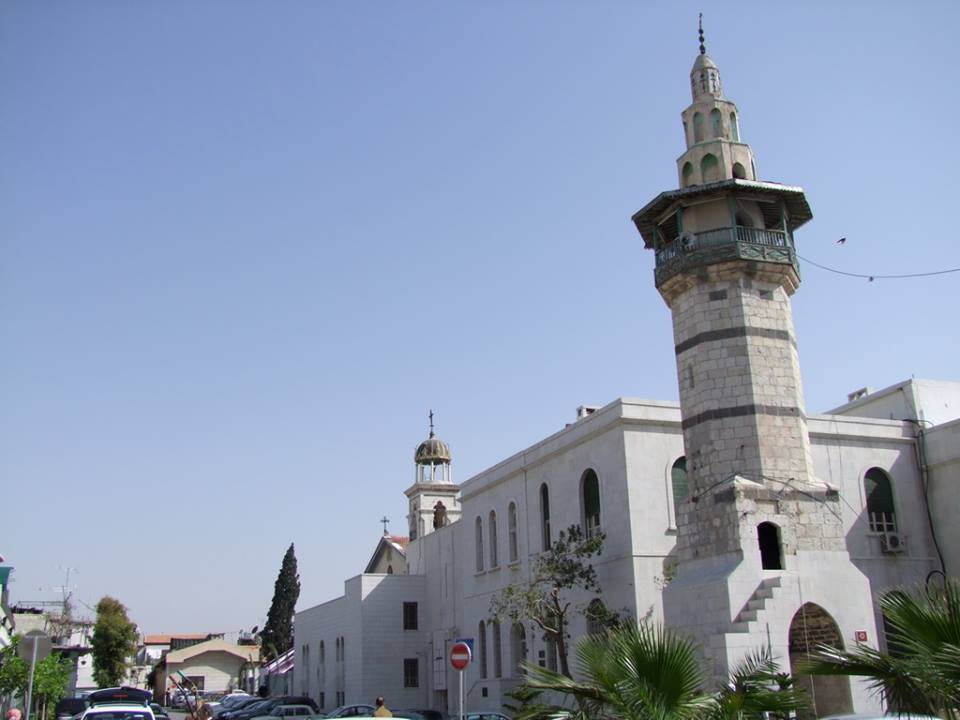
جامع باب شرقي

دخل نور الدين محمود بن زنكي الملقب بالشهيد إلى دمشق عام 459هـ ـ (1154م) ودخلت معه عناصر العمارة السلجوقية في الجوامع والمآذن التي سميت بالطراز النوري ومن أشهر هذه المآذن:
1. مئذنة الباب الشرقي التي بنيت في القرن السادس للهجرة وقد تم ترميمها عدة مرات في عصور عديدة في ما بعد، لذا يلاحظ فيها تأثير العمارة الأيوبية والمملوكية والعثمانية، والمئذنة تتميز بجذع مربع، متقشف، خال من العناصر التزيينية أو الزخرفية وكذلك الشرفة البسيطة وتغطي رأسها قلنسوة مخروطية كثيرة الأضلاع ترتفع فوق جوسق مثمن.
2. مئذنة جامع حسان في حي السويقة وتعود لعام 557هـ. وهي ذات جذع مربع وشرفتها مثمنة الأضلاع ويعلوها جوسق مثمن.

### مآذن العهد الأيوبي
تتميز مآذن دمشق في العهد الأيوبي بأنها ذات جذع مربع بسيط ومتقشف في عمارته وشرفتها وحيدة ومربعة ومظلتها مربعة أيضا وهي خالية من المقرنصات وبقية العناصر التزيينية والزخرفية، وينتهي رأسها غالبا بخوذة. ومن ابرز مآذن هذا العهد:
1. مئذنة المدرسة الأتابكية ومئذنة جامع التوبة وهي ذات جذع مثمن تزينه مداميك حجرية ذات لونين متناوبين (وهو ما يعرف بالأبلق) وشرفتها مبنية على غرار الجذع في عدد أضلاعه، أما الجوسق فهو ثماني الأضلاع بطبقتين ويحمل ذروة مثمنة على شكل هرم.
2. مئذنة الجامع الجديد وقد أشار ابن طولون إليها بقوله: «مئذنة الجامع الجديد وهي من حجارة صغار وكانت بطبقة واحدة فجددت لها طبقة أخرى في حدود التسعين»، وهي مئذنة قصيرة مشيدة من الحجر قاعدتها مربعة أيوبية الطابع وجذعها مثمن الأضلاع.
3. مئذنة جامع جراح التي امر ببنائها وكذلك الجامع السلطان صلاح الدين الأيوبي عام 578هـ ـ (1182م).
4. مئذنة جامع الحنابلة في حي الصالحية
5. مئذنة المدرسة الشامية البرانية
6. مئذنة المدرسة المروانية
7. مئذنة المدرسة المرشدية
8. مئذنة جامع المصلى

### مآذن العهد المملوكي
في عام 658هـ ـ (1260م) صارت الشام ولاية مملوكية بعد الاستيلاء عليها، وقد بني العديد من الجوامع في العهد المملوكي وتميزت مآذن هذا العهد بالخصائص التالية: ظهور الشكل المثمن لأول مرة في الجذع والشرفة والجوسق مع استمرار بقاء الشكل المربع والأسطواني، تنوع أشكال الجذع في بعض المآذن عند تعدد طبقاته، تعدد الشرفات في المئذنة الواحدة، كثرة استعمال العناصر التزيينية والزخرفية والمقرصنات، ظهور الذروة الصنوبرية لأول مرة في دمشق وانتشارها بعد إن انتقلت إليها من ذرى مآذن القاهرة المملوكية، وعودة الجذع الأسطواني للظهور.
من ابرز مآذن هذا العهد:
1. مئذنة جامع الشحم الذي يقع في حي مئذنة الشحم عند النهاية الشرقية لسوق مدحت باشا وشيدت عام 770هـ ـ (1368م) وهي ذات جذع مربع مشيد بالمداميك الحجرية ذات اللونين المتناوبين (الابلق) ويرتفع في رأس هذه المئذنة جوسق اسطواني بطبقتين تحملان ذروة هي أشبه ما تكون إلي نبتة «البصلة» منها إلي الذروة الصنوبرية.
2. مئذنة جامع البزوري
3. مئذنة جامع تنكز
4. مئذنة جامع التوريزي
5. مئذنة جامع الجوزة
6. مئذنة جامع الحيوطية
7. مئذنة المدرسة السيبائية
8. مئذنة المدرسة الصابونية
9. مئذنة جامع القلعي
10. مئذنة جامع مسجد الاقصاب
11. مئذنة الجامع المعلق
12. مئذنة جامع منجك
13. مئذنة مسجد هشام
14. مئذنة جامع الورد

### مآذن العهد العثماني
في عام 922هـ ـ (1516م) احتل السلطان سليم الأول دمشق فانتهى بذلك العهد المملوكي وبدأ العهد العثماني. فنشأت خلاله مشيدات عمرانية ما زالت ماثلة إلى اليوم في دمشق ومنها الجوامع العديدة ذات المآذن المبنية على الطراز العثماني حيث تميزت مآذن هذا العهد بما يلي:
النحول والارتفاع والرشاقة، كثرة أضلاع الجذع بشكل يقترب من الأسطوانة أو قد يكون أسطوانيا كاملا، أحادية الشرفة وثنائيتها في دمشق، غياب الزخارف بشكل عام مع بقاء بعض الجذوع مشيدة بالمداميك الحجرية المتناوبة (الابلق)، بقاء المقرنصات مستعملة في معظم المآذن، ظهور القلنسوة المخروطية (السروة) المصفحة بالرصاص في معظم مآذن العهد العثماني.
ومن ابرز مآذن هذا العهد:

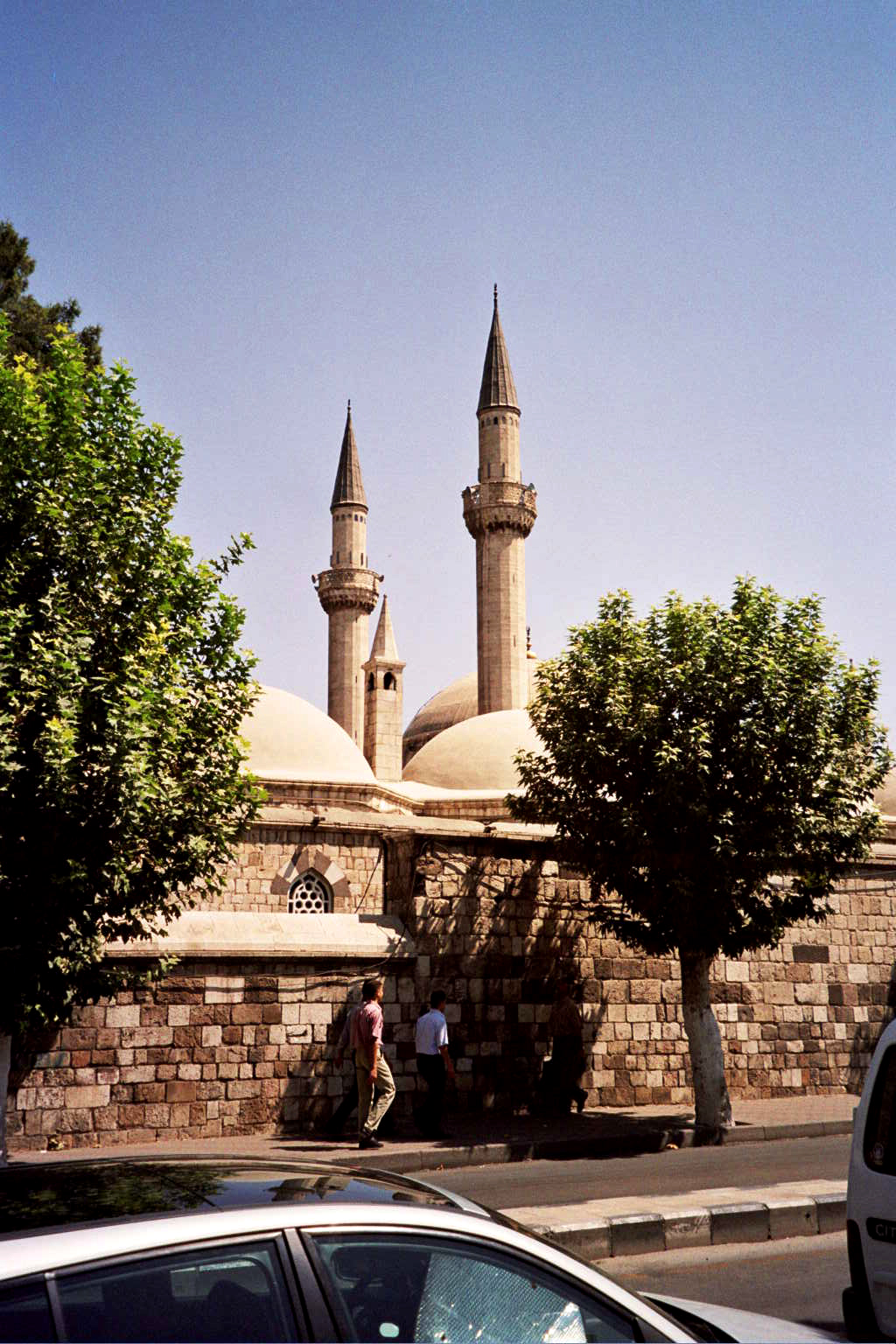
التكية السليمانية

1. مئذنتا جامع التكية السليمانية، وهما مئذنتان متشابهتان ترتفعان فوق التكية السليمانية عام 967هـ ـ (1552م).

وتتميز هاتان المئذنتان بكثرة أضلاع الجذع بشكل يصبح معها اقرب إلى الدائرة وتحول الجذع وارتفاع المئذنة إلى علو كبير بالمقارنة مع ارتفاعات المآذن الأخرى واعتماد القلنسوة المخروطية ذات الرأس المؤنف.
1. مئذنة جامع السنانية في ساحة باب الجابية بدمشق وهي مئذنة فريدة بعمارتها، فجذعها كثير الأضلاع لدرجة أصبح معها اقرب إلى الاسطوانة منه إلى الجذع المضلع. وتؤكد هذا التفرد الواح القاشاني الزنجارية (الخضراء الضاربة للزرقة) التي تكسوه بأعداد كبيرة. وتعلو الجذع شرفة أسطوانية ذات مقرنصات بسيطة يحيطها درابزين اسمنتي مفرغ وتغطيها مظلة على غرارها، وفوقها جوسق وقلنسوة مخروطية تصفح أضلاعها الكثيرة الواح التوتياء المسطحة، وتتميز هذه القلنسوة بقدها الممشوق ورأسها المؤنف بشدة بحيث تصبح معه قريبة من شكل «السروة» أو رأس قلم الرصاص المبري جيدا، كما يقول الشهابي.
2. مئذنة جامع الشيخ محي الدين وتعتبر المئذنة «الأم» للعهد العثماني، وشيدها السلطان سليم الأول عام 929هـ ـ (1518م) مع الجامع فوق ضريح الشيخ محيي الدين في حي الصالحية بدمشق وهي تتميز بفن زخرفي حتى اعتبرها الكثير واحدة من أجمل المآذن المقامة في دمشق.
3. ومن مآذن هذا العهد هناك مئذنة جامع الدرويشية وجامع مراد باشا ومئذنة جامع الباغوشية.

## العصر الحديث
إضافة إلى ذلك هناك جوامع العصر الحديث التي تتميز بمآذن ذات طراز شامي متأثر بالعهود السابقة إضافة إلى تميزه بالطراز المعماري الحديث وهي تعد بالمئات.

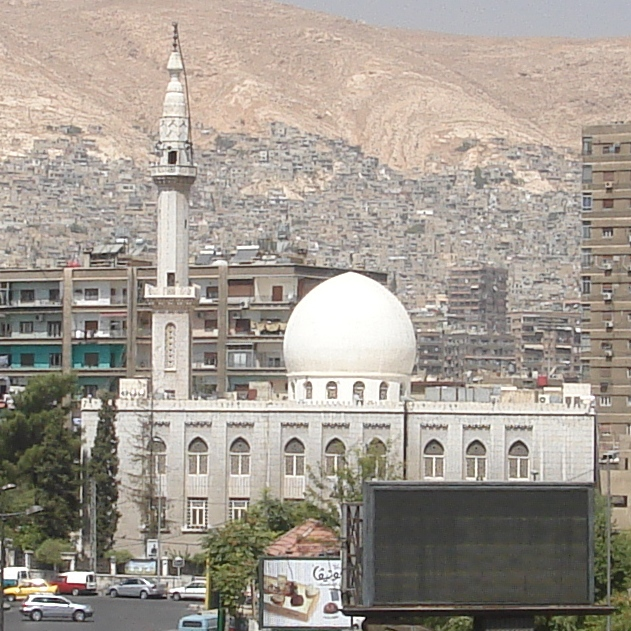
جامع الايمان, في حي المزرعة